# George Kołodziej
George Joseph Kołodziej, S.D.S. (Dobra, 17 de mayo de 1968) es un prelado católico polaco-australiano. Desde el 6 de enero de 2025 se desempeña como obispo de Bunbury.

## Biografía
Kołodziej nació en Dobra, en la diócesis de Tarnów, reconocida como la diócesis más religiosa de Polonia. En 1987, a los 19 años, ingresó en la Sociedad del Divino Salvador, conocida como los Salvatorianos. Hizo sus votos perpetuos el 8 de septiembre de 1992.
El 28 de mayo de 1994, fue ordenado sacerdote de la Sociedad del Divino Salvador por el cardenal Franciszek Macharski en el Santuario de Nuestra Señora de Fátima en Trzebinia. Tras su ordenación, Kołodziej fue enviado por la congregación a Australia Occidental. Inicialmente, sirvió en la parroquia de Greenmount, antes de ser nombrado capellán del Colegio Católico Chisholm de Perth. Fue elegido vicesuperior de la Región Salvatoriana de Australia en 1999.
Se mudó a Nueva Gales del Sur en 2001 para servir en la diócesis de Broken Bay. Fue capellán del Colegio Católico St. Leo, en Waitara, mientras servía como vicario parroquial en Pymble y East Gosford. Fue nombrado párroco de Pittwater en 2008 y sirvió allí durante 10 años hasta que fue elegido superior de los Salvatorianos en Australia en 2018.
El 6 de enero de 2025, fue nombrado obispo de la diócesis de Bunbury por el Papa Francisco. La diócesis había estado sin obispo durante 18 meses tras la renuncia del obispo Gerard Holohan el 30 de junio de 2023. Su ordenación episcopal tuvo lugar en la Catedral de San Patricio el 19 de marzo de 2025.